# Nebenwahl-These
Die These zur Nebenwahl stammt aus der Politikwissenschaft und beschäftigt sich mit der formalen und eingeschätzten Bedeutung der Wahlen des Europäischen Parlaments. Sie begründet die niedrige Beteiligung in den Europawahlen damit, dass die Legitimation des Europäischen Parlaments im Vergleich zu anderen Wahlen weniger Gewicht hat. Somit betrachten sie die Wähler als nachrangig und nutzen ihr Stimmrecht seltener.
Die Wahl zum Europäischen Parlament gilt als „second-order election“, ins Deutsche meist mit Nebenwahl übersetzt. Denn die Wahl auf der Ebene der Europäischen Union dient dazu, die Zusammensetzung der Volksvertretung zu ermitteln. Anders als beispielsweise die Bundestagswahl ist die Stärke der Parteien nicht für die exekutive Ebene entscheidend: Die Abgeordneten des Europäischen Parlaments sind nicht befugt, eine Regierung zu bilden oder einen Präsidenten, Kanzler oder Premierminister zu bestimmen.
Auch sind die Zuständigkeiten des Europaparlaments begrenzt. Andere Organe sind mit einer größeren politischen Macht ausgestattet, allen voran die Europäische Kommission. Daraus lässt sich ableiten, dass die Parteien sich weniger im Wahlkampf engagieren und auch die Medien zurückhaltender berichten. In diesem Zusammenhang wird das Interesse der Bevölkerung an der Wahl des Europäischen Parlaments kaum gefördert. Folglich sind die Wahlberechtigten in vielerlei Hinsicht negativ oder gleichgültig eingestellt gegenüber der parlamentarischen Vertretung. Die Wahlbeteiligung ist niedrig.
Mit Inkrafttreten des Vertrags von Lissabon mit der Europawahl 2014 wurde das Europäische Parlament in seinen Kompetenzen gestärkt. Die direktdemokratisch legitimierten Mandatsträger haben das Recht, den Kommissionspräsidenten zu bestätigen. Mit dieser Demokratisierung wird ein zentrales Argument der Nebenwahl-These entkräftet. Trotz der neuen Regelung hat sich die Beteiligungsquote kaum gesteigert, wie aus dem Wahlergebnis zur Europawahl 2014 hervorgeht.